# Lilla Alby municipalsamhälle
Lilla Alby municipalsamhälle inrättades den 19 juli 1907 inom dåvarande Solna landskommun, Stockholms län, från vilket datum stadsstadgor tillämpades inom samhället. Vid 1920 års folkräkning  uppgick ytan till 0,36 km² med 1 044 invånare, vilket ger en befolkningstäthet om 2 900 inv/km².
Den 1 januari 1943 ombildades landskommunen till Solna stad, varvid municipalsamhället upplöstes. 1949 överfördes området till Sundbybergs stad. Den nuvarande stadsdelen Lilla Alby i Sundbyberg överensstämmer inte helt med municipalsamhällets tidigare område, då gränserna justerats.